# Euryurus mississippiensis
Euryurus mississippiensis är en mångfotingart som först beskrevs av Ottis Robert Causey 1955.  Euryurus mississippiensis ingår i släktet Euryurus och familjen Aphelidesmidae. Inga underarter finns listade i Catalogue of Life.